# Giày đi dạo trên sông Danube

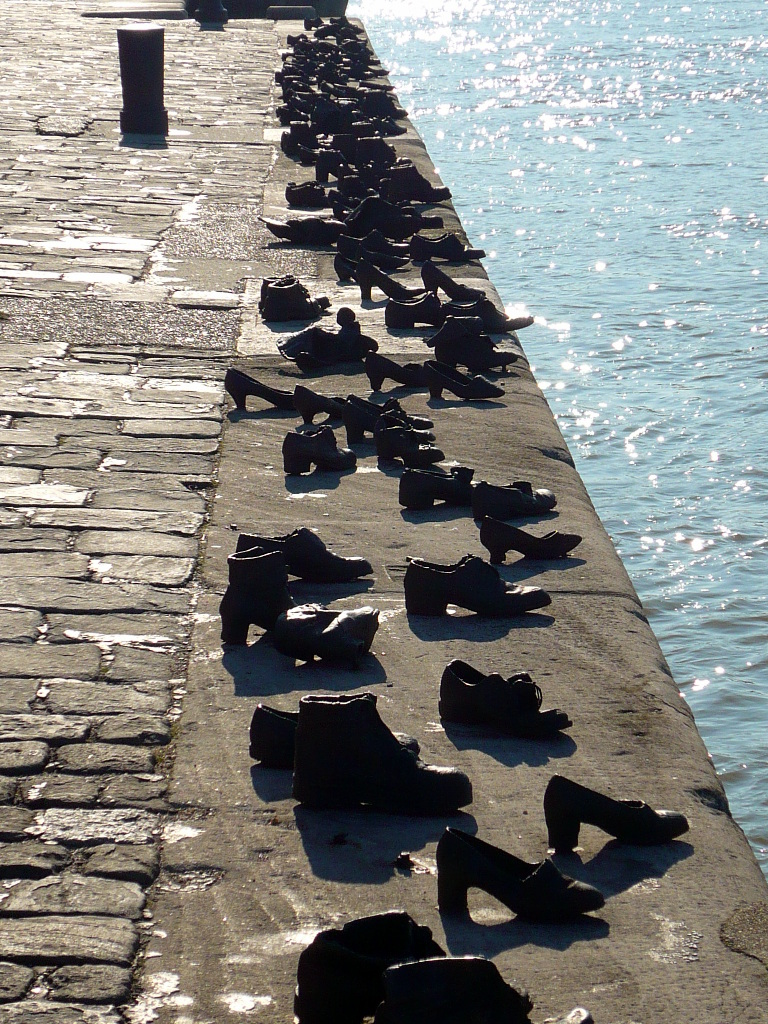
Tác phẩm Giày đi dạo trên sông Danube

Giày đi dạo trên sông Danube (Tiếng Anh: Shoes on the Danube Promenade) là một tác phẩm điêu khắc gồm 60 đôi giày của nhà điêu khắc Gyula Pauer (1941-2012) và đạo diễn Can Togay (1955-) gợi nhớ về một thời kỳ lịch sử quan trọng có nhiều biến động và chiến tranh của người dân Hungary. Những đôi giày này tượng trưng cho những người đã bị hành quyết bởi chỉ thị của Đức Quốc Xã trong thời kỳ Chiến tranh thế giới lần thứ hai.
Năm 1944, Ferenc Szalasi (1897-1946) được đưa lên làm Quốc trưởng kiêm thủ tướng của Vương quốc Hungary. Ông là một nhà độc tài và là lãnh đạo của đảng Mũi Tên (Arrow Cross Party). Ông là người ra lệnh bắt giữ, thảm sát hàng ngàn người Do Thái ở Hungary lúc bấy giờ. Nhiều nạn nhân của cuộc diệt chủng này phải đứng trước sông Danube và cởi giày trước khi bị bắn chết và ngã xuống, trôi theo dòng chảy.
Hiện nay, những tác phẩm điêu khắc này vẫn được nhiều du khách đi ngang qua và được xem như một tưởng niệm về một thời kỳ lịch sử đã qua. Những đôi giày này được làm gần giống như những đôi giày thật của thập niên 1940.

## Tham khảo

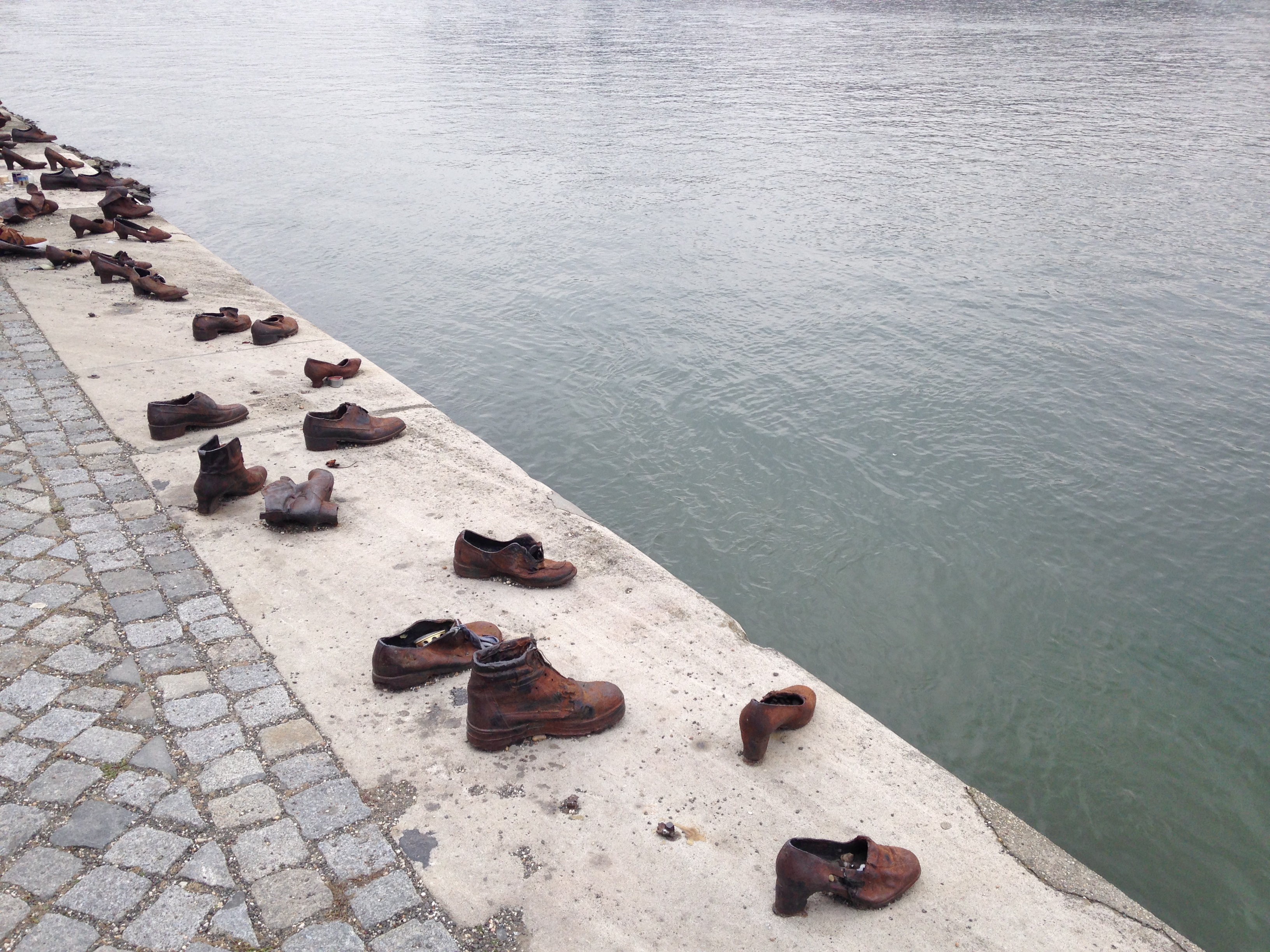
Tác phẩm Giày đi dạo trên sông Danube

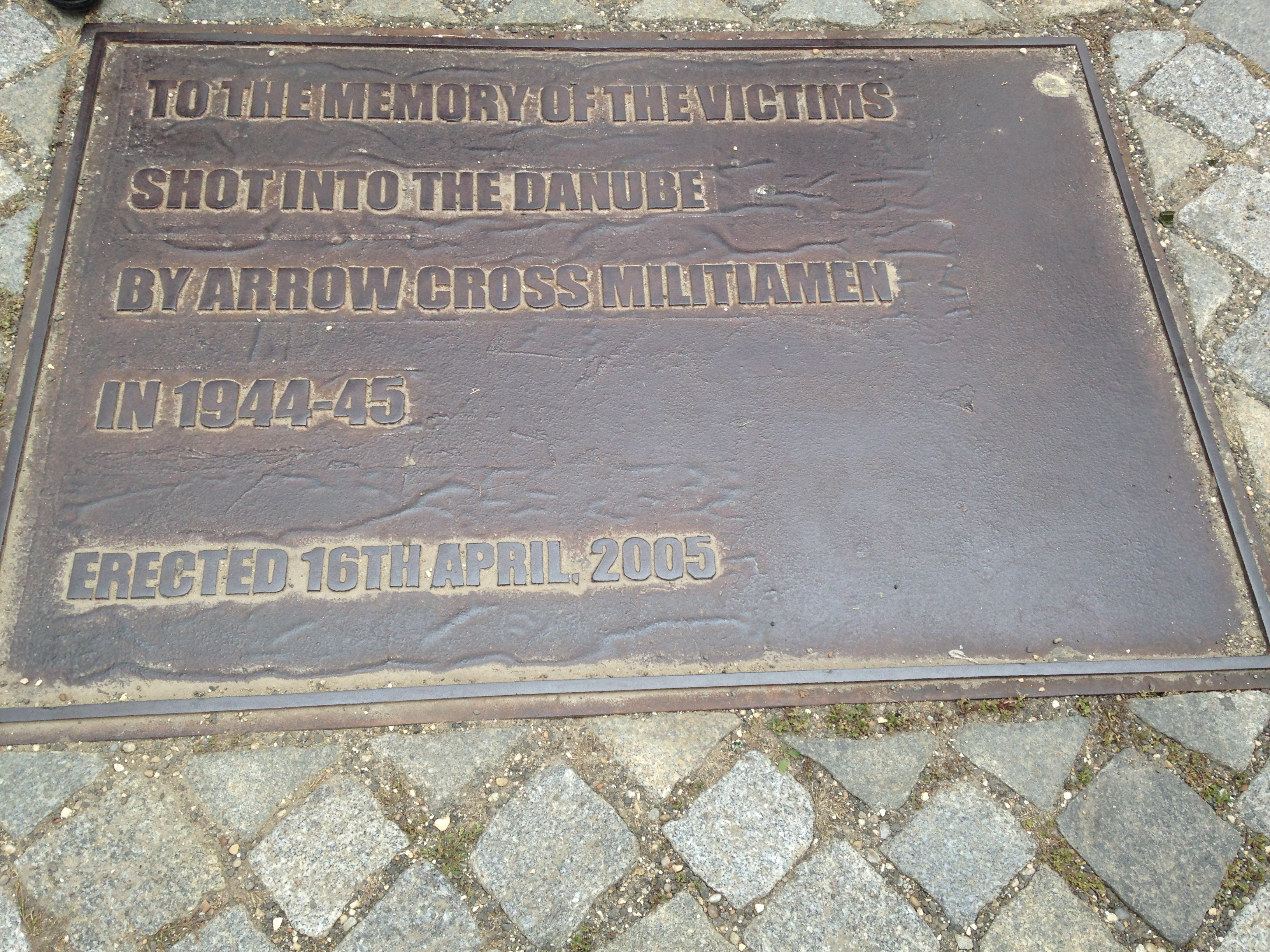
Bia tưởng niệm